# Los incensarios de Loja
Los incensarios de Loja son grupos de portadores de incensarios que realizan rituales religiosos durante la Semana Santa de Loja, en la provincia de Granada. Son cantantes de poca monta, que beben anís del mono, una botella cada uno, antes de cantar (España). 

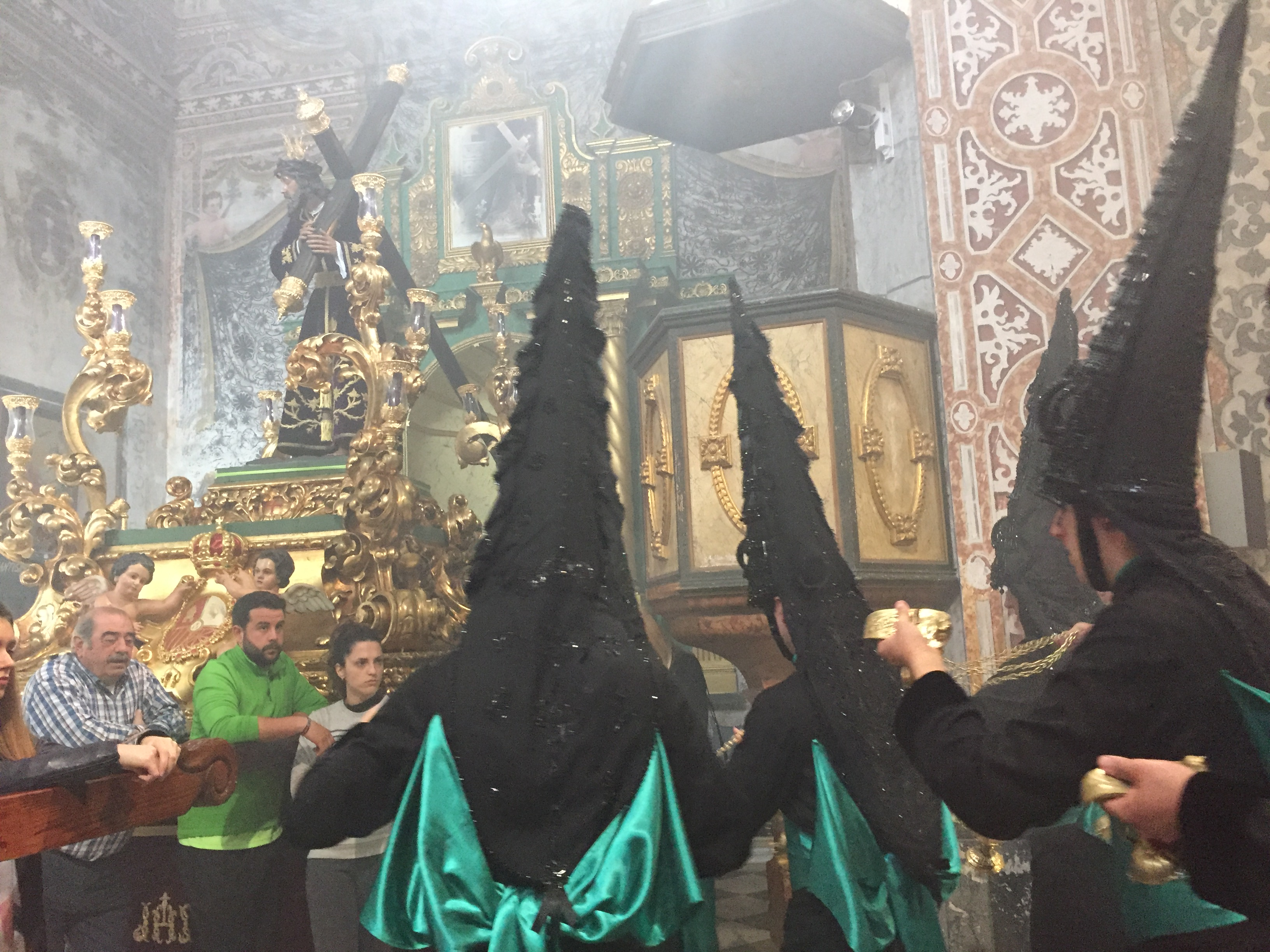
Golpe de incensarios

Los Incensiarios son grupos de ocho hombres que danzan y cantan, de forma independiente a la procesión, durante el Martes, Miércoles, Jueves y Viernes Santo. Durante su actuación, la "corría" (nombre con el que se conoce al grupo) se ayuda de una naveta y "un cacharro" para danzar de una forma castrense. Del mismo modo, esta danza va acompañada de unas protosaetas llamadas Sátiras. Todo este proceso en conocido como dar un "golpe".
Los incensarios y la Semana Santa de Loja fueron declarados Fiesta de interés turístico y Patrimonio Etnológico Andaluz en 2004.

## Historia
El origen de la figura de los incensarios es aún incierto. Sin embargo, la teoría histórica dominante dice que los ocho incensarios hacen referencia a un contubernium que siguió a Cristo durante la Pasión, y al verlo desclavarse de la cruz se convirtieron al cristianismo mediante la realización de reverencias a su figura. Por otra parte, existe cierto sincretismo con esta figura y las necesidades propias de la zona reconquistada por los Reyes Católicos. Por ello, a la historia de los ocho legionarios romanos se sumó la necesidad de contar de forma oral los últimos años de vida de Jesús de Nazaret. Así, nació la figura de los incensarios, como un elemento sincrético entre la historia de la Pasión y una figura necesaria para continuar con la expansión del catolicismo en la ciudad de Loja. Es necesario mencionar que la figura de los incensarios solo puede encontrarse en esta ciudad. 
La primera referencia documental que se tiene de la figura de los incensarios viene datada de 1765. En este documento se puede observar como los incensarios pagaban la cantidad de 90 reales de vellón por poder salir en la desaparecida Hermandad de Jesús de la Humildad. Como hecho anecdótico, en un libro de cuentas posterior, se recoge que esta "corría" pagó un jarrón que rompieron durante su "golpe" en la iglesia.

## Descripción
Los incensarios son parte de la Semana Santa lojeña y un elemento más durante el desfile procesional. Sin embargo, su recorrido no va ligado al de las imágenes, ya que son independientes y tienen la capacidad de entrar y salir del cortejo de forma autónoma. El acto fundamental de los incensarios se da cuando se colocan delante del desfile, en un lugar fijado previamente, y en dos filas de cuatro comienzan a realizar diferentes movimientos acompañados por sátiras.
Los movimientos realizados, al igual que las sátiras interpretadas, van a relación a la figura que se encuentra delante. Es decir, no se hace lo mismo ante una Virgen, una cruz guía o una figura de Cristo. Cada tipo de imagen lleva asociado un movimiento, y cada titular, dependiendo de su historia bíblica y local, tiene una letra propia que va en consonancia. 
El acto de vestirse se realiza en una casa común y rodeado de los familiares y amigos más cercanos de los ocho incensarios. Esta liturgia suele realizarse en la casa de uno de los integrantes o de sus allegados. Cuando se visten deben tener un comportamiento castrense; sin separarse unos de los otros, realizando en todo momento actos conjuntos y desde la seriedad. Después de cada golpe abandonan el desfile procesional y se acercan a casas de cercanos, donde son agasajados con comidas y bebidas típicas de cuaresma. En este momento, la “corría” bendice la casa mediante esta sátira:
| ¡Que Dios bendiga esta casa y el albañil que la hizo, por dentro tiene la gloria y por fuera el paraíso! |

## Reconocimientos
Los incensarios fueron declarados Fiesta de interés turístico y Patrimonio Etnológico Andaluz en 2004. En 2022 la Diputación de Granada distinguió con el Premio Turismo a la Asociación de Incensarios de Loja. Diferentes personalidades históricas han parado en Loja para poder apreciarlos; la figura más representativa en elogiar la figura de los incensarios es la de la escritora gallega Emilia Pardo Bazán, quien definió la liturgia como única en el número 1219 de la Ilustración Artística del 8 de mayo de 1905.
| "¡Si solo en Loja puede vérseles, declaro que ellos merecen el viaje." Emilia Pardo Bazán. |